# Campanha de Qandala
A campanha de Qandala começou quando o Estado Islâmico na Somália atacou e capturou a cidade de Qandala em Puntlândia em 26 de outubro de 2016. Esta aquisição resultou no deslocamento de mais de 25.700 civis e uma posterior contraofensiva pelas Forças de Segurança de Puntlândia, que conseguiu repelir o Estado Islâmico de Qandala em 7 de dezembro e, por conseguinte, as unidades do governo continuaram a atacar os esconderijos dos militantes nas montanhas próximas até o dia 18 de dezembro. A queda de Qandala marcou a segunda vez que um grupo afiliado ao Estado Islâmico capturou uma cidade na Somália, mas enquanto a primeira aquisição durou apenas por um período muito curto, o Estado Islâmico conseguiu manter Qandala, uma cidade de grande importância estratégica bem como simbólica, por mais de um mês. 

## Antecedentes
Quando Abdul Qadir Mumin rompeu com o al-Shabaab e declarou lealdade ao Estado Islâmico do Iraque e do Levante em 2015, apenas cerca de 20 dos 300 combatentes islâmicos baseados em Puntlândia juntaram-se a ele. Durante o ano seguinte, ele e seus seguidores escaparam dos ataques dos partidários da al-Shabaab e recrutaram novos membros; até outubro de 2016, assumiu-se que o grupo de Abdul Qadir Mumin havia crescido significativamente para cerca de 300 combatentes. Assim, à medida que o primeiro aniversário de fundação do Estado Islâmico da Somália se aproximava, o grupo buscava um alvo para seu primeiro grande ataque. Considerando isso, Qandala seria um alvo conveniente, pois o clã de Mumin vivia perto da cidade e a conquista de um assentamento significativo, bem como a proclamação de uma região islâmica em toda a África, poderia dar-lhe mais apoio local e simpatizantes.
Além disso, Qandala é uma cidade de significado tanto estratégico como simbólico: é amplamente conhecido que o Estado Islâmico na Somália recebe especialistas, instrutores, dinheiro, armas e outros materiais de seus aliados no Iêmen. No entanto, o Estado Islâmico é ativo em áreas, que são muito montanhosas e de difícil acesso por terra, de modo que geralmente são abastecidas por mar; assim, a posse de uma cidade portuária como Qandala permitiria-lhes receber mais remessas de suprimentos. Por outro lado, Qandala é "um símbolo tradicional de forte resistência à ocupação estrangeira", pois foi o local onde o rebelde e herói folclórico somali Ali Fahiye Gedi queimou uma bandeira italiana e foi posteriormente preso por soldados italianos em 1914.

## Campanha

### Captura de Qandala pelo Estado Islâmico
No início de 26 de outubro, militantes do Estado Islâmico iniciaram seu ataque surpresa contra Qandala, cortando as linhas telefônicas da cidade, ao passo que encontravam pouca resistência. Como Qandala era defendida apenas por um número muito pequeno de soldados, que foram incapazes deter os combatentes do Estado Islâmico, todos os oficiais do governo e soldados logo fugiram de Qandala. Logo a seguir, sessenta militantes do Estado Islâmico entraram na cidade e capturaram-na sem mais combates, hasteando sua bandeira sobre a delegacia e no prédio onde Ali Fahiye Gedi havia sido preso. Ainda que os jihadistas tentassem tranquilizar a população local dizendo-lhes "não entrem em pânico, nós os governaremos de acordo com a sharia (lei) islâmica", os anciãos de Qandala pediram-lhes para que partissem, porém os militantes insistiram que "não irão a lugar nenhum".
No dia seguinte, as escolas de Qandala fecharam e, pela primeira vez na história da cidade, milhares de residentes fugiram de barco e a pé para Bosaso, enquanto a Força Policial Marítima de Puntlândia implantava várias canhoneiras para interceptar quaisquer remessas de grupos militantes do Iêmen. Oficiais de Puntlândia também afirmaram que o Estado Islâmico começou a se retirar da cidade, embora esses relatos tenham sido depois refutados por moradores locais. Em 23 de novembro, todos os civis residentes em Qandala haviam fugido; 25.700 habitantes locais foram deslocados devido à conquista do Estado Islâmico. Enquanto isso, a guarnição do Estado Islâmico começou a erguer defesas ao redor da cidade para se preparar para uma inevitável contraofensiva do governo.

### Contraofensiva de Puntlândia
A Força de Segurança de Puntlândia iniciou sua contraofensiva em 3 de dezembro, embora suas forças tenham sido prejudicadas pelo difícil terreno ao redor de Qandala e pelas estradas estreitas que levavam à cidade. Os soldados do governo encontraram a primeira resistência na aldeia de Bashashin, quando foram forçados a parar para desmantelar as minas terrestres que haviam sido colocadas na estrada que passava pela aldeia. Naquele momento, militantes do Estado Islâmico lançaram um ataque surpresa, embora as forças de Puntlândia acabassem repelindo a incursão. Outra grande escaramuça aconteceu no dia 5 de dezembro; além dessas duas batalhas, os combates foram em grande parte esporádicos, embora tenham durado até 7 de dezembro. Naquele dia, as forças de Puntlândia entraram em Qandala por terra e mar, sem encontrar resistência; o Estado Islâmico havia evacuado suas forças da cidade de antemão e subsequentemente retirou-se para Gurur, nas áreas montanhosas ao sul.
Em 18 de dezembro, as forças policiais de Puntlândia atacaram e destruíram uma base do Estado Islâmico em El Ladid, uma aldeia a 30 quilômetros ao sul de Qandala, onde os rebeldes estavam se reagrupando depois de sua retirada.

## Resultado
Embora o Estado Islâmico tenha finalmente perdido todo o território capturado e, conforme creditaram as fontes do governo, sofrido pesadas baixas, o fato de um pequeno ramo local do Estado Islâmico capturar uma grande cidade e a manter por mais de um mês "pode ser interpretado como uma importante vitória simbólica para o grupo". 